# Hoplostelis bivittata
Hoplostelis bivittata är en biart som först beskrevs av Cresson 1878.  Hoplostelis bivittata ingår i släktet Hoplostelis och familjen buksamlarbin. Inga underarter finns listade i Catalogue of Life.